# 飯羽間駅
飯羽間駅（いいばまえき）は、岐阜県恵那市岩村町飯羽間字光学にある明知鉄道明知線の駅である。駅番号は7。恵那市岩村町飯羽間地区の中心駅。

## 歴史
- 1959年（昭和34年）1月10日：国鉄明知線の駅として開業[1][2]。旅客駅[2]。
- 1985年（昭和60年）11月16日：明知鉄道に転換[1][2]。

## 駅構造
1面1線の単式ホームのみを持つ地上駅。無人駅である。

## 利用状況
| 年度               | 1日平均乗車人員 |
| ------------------ | --------------- |
| 2011年（平成23年） | 42              |
| 2012年（平成24年） | 44              |
| 2013年（平成25年） | 39              |
| 2014年（平成26年） | 38              |
| 2015年（平成27年） | 35              |
| 2016年（平成28年） | 42              |

## 駅周辺
駅周辺には田園風景が広がる。
- 国道257号
- 岩村町富田地区（日本一の農村景観指定地区）

## 隣の駅
明知鉄道
■明知線
阿木駅（8） - 飯羽間駅（7） - 極楽駅（6）